# Julio Maiztegui
Julio Isidro Maiztegui (Bahía Blanca, 25 de agosto de 1931-Pergamino, 29 de agosto de 1993) fue un médico e investigador argentino. Trabajó en la creación de la vacuna contra la fiebre hemorrágica argentina, también conocida como "mal de los rastrojos".

## Biografía
El Dr. Maiztegui nació el 25 de agosto de 1931, en la ciudad de Bahía Blanca, provincia de Buenos Aires.
En 1957 se graduó como médico en la Universidad de Buenos Aires. Al año siguiente comenzó una especialización en Clínica Médica y en Enfermedades Infecciosas en el Hospital de Boston para, en 1964, obtener el Master en Salud Pública en la Universidad de Harvard.
En 1965 retorna a Argentina para trabajar en el CEMIC (Centro de Educación Médica e Investigaciones Clínicas) y con el apoyo de la Fundación Emilio Ocampo, inicia sus trabajos en Pergamino. El plan de Maiztegui fue similar al del dr. Salvador Mazza para combatir el mal de Chagas
Entre 1968 y 1969 obtuvo el Master en Epidemiología, en la Escuela de Medicina Tropical de la Universidad de Londres.
En 1971 dentro de sus investigaciones sobre la fiebre hemorrágica argentina logró demostrar que la mortalidad del 30% de los pacientes que presentaban la enfermedad se reducía solo al 3% si esos pacientes eran tratados con plasma de personas ya enfermas antes del octavo día de haber contraído el mal. El estudio clave para reducir la mortalidad por FHA se hizo en la década del ´70, cuando se comparó la eficacia del plasma inmune con una técnica de inmunofluorescencia. Se hizo un ensayo clínico controlado al azar, cuyos resultados se publicaron en 1979. El autor de esta publicación, en la revista británica The Lancet, fue Julio Maiztegui y los coautores Néstor Fernández y Alba Damilano. Ese fue el estudio definitivo que terminó con la controversia respecto del plasma, e inició una nueva era en el tratamiento. A partir de ese momento se supo que el plasma era inmune y controlado por una técnica de reconocimiento de anticuerpos.
Producto de su trabajo, el 21 de marzo de 1978 y sobre la base de su grupo de trabajo, se creó el Instituto Nacional de Estudios sobre Virosis Hemorrágicas (INEVH), organismo que dirigió desde su creación hasta su muerte

### Otras investigaciones
El legado del dr Maiztegui continuó, y sus ideas se continúan investigando en el siglo XXI para la cura de otras enfermedades como la causada por el hantavirus y el COVID-19.

## Fallecimiento- Homenaje
El día 29 de agosto de 1993, a los 62 años, la muerte lo sorprendió sin haber concretado todos sus objetivos, pero si pudiendo ver en acción la vacuna Candid 1 contra la FHA.
En su homenaje, por decreto 393/94 del 16 de marzo de 1994, se le asigna el nombre "Dr. Julio I. Maiztegui" al Instituto Nacional de Enfermedades Virales Humanas, tal como se lo conoce en el presente. 
Una calle lleva su nombre en el distrito argentino de Carrodilla, provincia de Mendoza.  